# Elachista herrichii
Elachista herrichii is een vlinder uit de familie grasmineermotten (Elachistidae). De wetenschappelijke naam werd voor het eerst geldig gepubliceerd in 1859 door Heinrich Frey.
De soort komt voor in Europa.